# Marcel Chauvigné
Marcel Chauvigné (* 24. September 1911 in Nantes; † 2. Juli 1972 ebenda) war ein französischer Ruderer.

## Biografie
Marcel Chauvigné trat bei den Olympischen Sommerspielen 1936 in Berlin zusammen mit Jean Cosmat sowie den beiden Brüdern Marcel und Fernand Vandernotte im Vierer mit Steuermann. Als Steuermann fungierte dabei Fernands zwölfjähriger Sohn Noël. Die Besatzung gewann hinter dem deutschen und dem Schweizer Boot die Bronzemedaille. Bereits zwei Jahre zuvor hatte die Crew bei den Europameisterschaften in Luzern die Silbermedaille gewinnen können.